# Stade Charles de Gaulle
Das Stade Charles de Gaulle ist eine Mehrzweckarena in Benins zweitgrößter Stadt Porto-Novo, die 15.000 Zuschauern Platz bietet. Das überwiegend für Fußballspiele genutzte Stadion ist die Heimspielstätte des AS Dragons FC de l’Ouémé des Mogas 90 FC sowie des Aiglons FC. 2012 fanden die Leichtathletik-Afrikameisterschaften im Stade Charles de Gaulle statt. Im Rahmen der Qualifikation zur Fußball-Weltmeisterschaft 2014 trug die beninische Fußballnationalmannschaft ihre Spiele gegen Algerien und Ruanda in Porto Novo aus.